# Booba
Élie Yaffa, més conegut pel nom artístic de Booba, (Sèvres, 9 de setembre de 1976) és un raper francès.
Fill de mare francesa i pare senegalès, l'any 2000 va treure el LP Mauvais Oeil (acompanyat d'Ali amb qui formava el grup Lunatic) considerat des de llavors com una referència del hip-Hop francès. El 2002 arriba Temps Mort, bases pesades i un flow "hardcore" amb rimes no obstant això molt intel·ligents i reflexionades. Diversos temes del CD seran llavors difoses per emissores com Skyrock, augmentant així la seva popularitat a França. El 2004 va crear la seva pròpia discogràfica,Tallac Records, i surt un altre LP Pantheon, doble disc d'or a França (200.000 còpies venudes). El seu tercer projecte en solitari Ouest Side va sortir el 13 de febrer de 2006. Inclou un tema amb Akon. Des de llavors ha col·laborat, entre d'altres, amb Tony Parker a Top of the Game. El 2008 va enregistrar el disc 0.9 i en 2010 va enregistrar el disc Lunatic. Al novembre de 2012 va veure la sortida el seu últim àlbum Futur, amb col·laboracions de Kaaris, 2 Chainz, Rick Ross, Mala i Gato. Aquest àlbum està produït en la seva majoria per Therapy. L'àlbum és el més venut fins ara, obtenint el certificat de disc de platí (més de 150.000 còpies venudes).

## Discografia
Àlbums d'estudi
- 2002: Temps mort
- 2004: Panthéon
- 2006: Ouest Side
- 2008: 0.9
- 2010: Lunatic
- 2012: Futur
- 2013: Futur 2.0
- 2014: D.U.C
- 2015: Nero Nemesis
- 2017: Trône
- 2021: ULTRA

Mixtapes
- 2005: Autopsie Vol. 1
- 2007: Autops 2
- 2009: Autopsie Vol. 3
- 2011: Autopsie Vol. 4